# Antropòleg
Un antropòleg és una persona que es dedica a la pràctica de l'antropologia.
L'antropologia és l'estudi dels aspectes dels humans dins de les societats passades i presents. L'antropologia social, l'antropologia cultural i l'antropologia filosòfica estudien les normes i els valors de les societats. L'antropologia lingüística estudia com el llenguatge afecta la vida social, mentre que l'antropologia econòmica estudia el comportament econòmic humà. L'antropologia biològica (física), forense i mèdica estudien el desenvolupament biològic dels humans, l'aplicació de l'antropologia biològica en un entorn legal i l'estudi de les malalties i els seus impactes en els humans al llarg del temps, respectivament. Els antropòlegs han aconseguit resoldre dubtes sobre la natura humana respecte la seua herència biològica.
Els antropòlegs poden trobar-se majoritàriament en l'àmbit de l'ensenyança superior. També hi ha antropòlegs treballant en museus i en àmbits del sector públic i privat: assessorant en àmbits com l'educació, la salut, l'agricultura, les relacions personals i ètniques i en la direcció d'empreses multinacionals. Aquests àmbits no acadèmics són l'ocupació de l'antropologia aplicada, la qual requereix coneixements en estadística, llenguatges de programació i altres. L'antropologia aplicada és una subdisciplina de l'antropologia cultural (i en molts altres casos de la lingüística, l'arqueologia i la física) que s'ha posat en pràctica especialment després de la Segona Guerra Mundial.
Molts antropòlegs sense doctorat tendeixen a treballar exclusivament com a investigadors i no a l'ensenyança. Aquells que solament investiguen no solen ser considerats facultatius. La mediana de salari dels antropòlegs del 2015 era de 62.220 dòlars americans.